# 郭连学
郭连学（1951年—），商榻人，中國企业家，上海东隆集团董事长，從事服装行业，中国服装协会第六届副会长。

## 生平
1970年代起任鄉村幹部，曾管理乡镇企业。1992年辭去蒸淀鄉副鄉長一職，投身商界，擔任上海东隆羽绒制品有限公司中方副总经理，現為上海东隆集团董事长。

## 评价

### 正面评价
郭连学讓东隆公司迅速发展壮大起来。

### 负面评价
东隆集团在商榻地区一直存在着产品质量争议。

## 相關著作
陈旭华著《郭连学传》、《郭连学和东隆》（上海文化出版社）。